# Patrijarh Nikon
Nikon, svjetovnog imena Nikita Minin (Minov) (Valjdemonovo, Rusija, 7. svibnja 1605. – Terapontov manastir, 17. kolovoza 1681.) - patrijarh Moskve i cijele Rusije od 1652. do 1666. godine. Jedan od najpoznatijih patrijarha Ruske pravoslavne crkve, poznat po crkvenim reformama i političkom utjecaju
Potjecao je iz seljačke obitelji u blizini Nižnjeg Novgoroda. Osnovno obrazovanje stekao je u Zitovskom manastiru. Pod pritiskom obitelji, međutim, odustao je od redovničkih zavjeta i oženio se. Pošto mu je umrlo svo troje djece, dogovorio se sa suprugom da oboje odu u manastir i zamonaše se. Manastir je napustio godina nakon sukoba sa svojim pretpostavljenim po imenu Eleazar. U to je vrijeme primljen u zajednicu u Kozeozerskoj pustinji i 1642. godine postaje nadređeni. Tijekom nekoliko odlazaka u Moskvu radi prikupljanja sredstava za potrebe manastira, primijetio ga je ruski car Aleksej I., omogućivši mu da postane iguman u Novospasovskom manastiru u Moskvi. Godine 1649. Nikon je postao metropolit Novgoroda, a 1652. postao je patrijarh Moskve i cijele Rusije. Dok je bio metropolit Novgoroda bili su neredi u gradu i pretukli su ga prosvjednici. Mirnim putem uspio je riješiti sukobe.
U prvim godinama svog mandata, Nikon je imao puno povjerenje cara, što mu je omogućilo provođenje liturgijske reforme u Crkvi. Njegova je svrha bila ukloniti pogreške iz crkvenih knjiga nastale tijekom stoljetnoga prepisivanja knjiga. Promjene obreda koje je uveo Nikon, obnavljajući izvorne liturgijske običaje u Ruskoj Crkvi, temeljile su se na grčkim uzorima. Sam Nikon nije znao grčki jezik, a bogoslužbene reforme provodio je uglavnom po novim grčkim izdanjima bogoslužbenih knjiga iz Venecije. Smatrao je, da Crkvu treba osloboditi pretjeranog utjecaja svjetovne vlasti. Nikon je surovo kažnjavao one, koji su se protivili reformama. Obje strane, pristalice crkvenih reformi i tradicionalisti, previše su pridavali veliki značaj samim obredima, kao da se radi o samoj suštini vjere.
Nešto kasnije je ipak popustio i postao tolerantan, ali prekasno, došlo je do raskola, zagovornici starog obreda organizirali su svoju crkvenu hijerarhiju Staroobredne Crkve, što nije riješeno do današnjih dana.
Nikon je također aktivno sudjelovao u tadašnjoj državnoj politici. Dijelom na njegovu inicijativu, Rusija je ratovala u Rusko-poljskom ratu (1654. – 1667.), a zatim sa Švedskom. Cilj patrijarhove aktivnosti na političkom polju bilo je izgraditi pravoslavno carstvo u kojem će Crkva i car koji djeluju u dogovoru, imati vodeću ulogu. Više puta je u odsustvu zamjenjivao cara i obavljao čisto državne, carske poslove.
Nikonov odnos s carem Aleksejem I. znatno se pogoršao nakon šest godina mandata. Nikon se tada povukao iz javnog života i živio u manastiru Novi Jeruzalem koji je osnovao. Godine 1666. službeno je lišen patrijarhalnog i biskupskog dostojanstva i osuđen na progonstvo u dosta teškim uvjetima u Ferapontov manastir, zatim u Ćirilo-Belozijerski manastir, oba u okolici Vologde. Nakon smrti Alekseja I., njegov nasljednik sin Fjodor III. Romanov dopustio je Nikonu da se vrati u Moskvu i planirao ga je ponovno imenovati na patrijarhalno prijestolje Ruske pravoslavne crkve. Međutim, od bolesti je umro na putu.